# Supercopa Euroamericana 2016
La Supercopa Euroamericana 2016, se desarrolló en el marco de la Continental Challenge Cup, un evento organizado por la LFP World Challenge en el que se enfrentaron Sevilla Fútbol Club, campeón de la UEFA Europa League 2014-15, e Independiente Santa Fe, campeón de la Copa Sudamericana 2015.
El Sevilla fue campeón, al vencer por 1-2. Fue la 2ª ocasión, que se enfrentaron en un partido amistoso los vigentes campeones de Europa League y Copa Sudamericana. El partido se realizó el 19 de julio de 2016 en el Champion Stadium, ubicado en el "Wide World of Sports Complex" de Orlando, Estados Unidos.

## Clubes clasificados
| Independiente Santa Fe | Bandera de Colombia |  | Campeón de la Copa Sudamericana (2015)     |  |
| Sevilla Fútbol Club    | Bandera de España   |  | Campeón de la UEFA Europa League (2014-15) |  |

## Reglamento
Partido de 90 minutos en sede neutral. En caso de empate, el campeón se determina a través de la definición por tiros desde el punto penal. Durante el encuentro, se podrán realizar hasta siete sustituciones por equipo.

## Partido
| 19 de julio de 2016 | Ind. Santa Fe | 1:2 (0:2) | Sevilla                       | ESPN Wide World of Sports Complex, Orlando, Estados Unidos         |                                                                    |
|                     | Moya 61'      | Reporte   | Konoplyanka 20' · Gameiro 21' | Asistencia: 5.000 espectadores Árbitro(s): Vincent Apple-Chiarella | Asistencia: 5.000 espectadores Árbitro(s): Vincent Apple-Chiarella |

| 1          | Guardameta     | Robinson Zapata       |     |
| 27         | Defensa        | Carlos Mario Arboleda |     |
| 3          | Defensa        | José Moya             |     |
| 26         | Defensa        | Javier López          |     |
| 29         | Defensa        | Dairon Mosquera       |     |
| 17         | Centrocampista | Juan Daniel Roa       |     |
| 8          | Centrocampista | Leonardo Pico         | 34' |
| 30         | Centrocampista | Yeison Gordillo       |     |
| 5          | Centrocampista | Yulian Anchico        | 46' |
| 24         | Delantero      | Humberto Osorio       | 55' |
| 10         | Delantero      | Omar Pérez            | 55' |
| Entrenador | Entrenador     | Alexis García         |     |

| 13         | Guardameta     | David Soria            |     |
| 12         | Defensa        | Nico Pareja            |     |
| 16         | Defensa        | Coke                   | 68' |
| 18         | Defensa        | Sergio Escudero        | 88' |
| 2          | Defensa        | Timothée Kolodziejczak |     |
| 10         | Centrocampista | Pablo Sarabia          |     |
| 29         | Centrocampista | Joaquín Correa         | 46' |
| 11         | Centrocampista | Matías Kranevitter     | 46' |
| 7          | Delantero      | Kevin Gameiro          | 46' |
| 14         | Delantero      | Yevhen Konoplyanka     | 46' |
| 22         | Delantero      | Franco Vázquez         | 70' |
| Entrenador | Entrenador     | Jorge Sampaoli         |     |

| 9  | Delantero      | Juan Falcón       | 34' |
| 14 | Centrocampista | Baldomero Perlaza | 46' |
| 11 | Centrocampista | Jonathan Gómez    | 55' |
| 20 | Centrocampista | Kevin Salazar     | 55' |

| 6  | Defensa        | Daniel Carriço    | 46' |
| 15 | Centrocampista | Steven N'Zonzi    | 46' |
| 24 | Delantero      | Fernando Llorente | 46' |
| 25 | Delantero      | Mariano Ferreira  | 46' |
| 20 | Centrocampista | Vitolo            | 68' |
| 8  | Centrocampista | Vicente Iborra    | 70' |
| 3  | Defensa        | Diego González    | 88' |

| Anotado | 61' | José Moya | 2-1 |

| Anotado | 20' | Yevhen Konoplayanka | 0-1 |
| Anotado | 21' | Kevin Gameiro       | 0-2 |

| Amonestado | 31' | Yulián Anchico  |
| Amonestado | 36' | José Moya       |
| Amonestado | 62' | Yeison Gordillo |

| Amonestado | 17' | Kevin Gameiro     |
| Amonestado | 60' | Fernando Llorente |
| Amonestado | 68' | David Soria       |
| Amonestado | 87' | Sergio Escudero   |

| Expulsado | 45+2' | Carlos Mario Arboleda |

| Expulsado | 28' | Nico Pareja |

| Árbitro | Vincent Apple-Chiarella |

| 1          | Guardameta     | Robinson Zapata       |     |
| 27         | Defensa        | Carlos Mario Arboleda |     |
| 3          | Defensa        | José Moya             |     |
| 26         | Defensa        | Javier López          |     |
| 29         | Defensa        | Dairon Mosquera       |     |
| 17         | Centrocampista | Juan Daniel Roa       |     |
| 8          | Centrocampista | Leonardo Pico         | 34' |
| 30         | Centrocampista | Yeison Gordillo       |     |
| 5          | Centrocampista | Yulian Anchico        | 46' |
| 24         | Delantero      | Humberto Osorio       | 55' |
| 10         | Delantero      | Omar Pérez            | 55' |
| Entrenador | Entrenador     | Alexis García         |     |

| 13         | Guardameta     | David Soria            |     |
| 12         | Defensa        | Nico Pareja            |     |
| 16         | Defensa        | Coke                   | 68' |
| 18         | Defensa        | Sergio Escudero        | 88' |
| 2          | Defensa        | Timothée Kolodziejczak |     |
| 10         | Centrocampista | Pablo Sarabia          |     |
| 29         | Centrocampista | Joaquín Correa         | 46' |
| 11         | Centrocampista | Matías Kranevitter     | 46' |
| 7          | Delantero      | Kevin Gameiro          | 46' |
| 14         | Delantero      | Yevhen Konoplyanka     | 46' |
| 22         | Delantero      | Franco Vázquez         | 70' |
| Entrenador | Entrenador     | Jorge Sampaoli         |     |

| 9  | Delantero      | Juan Falcón       | 34' |
| 14 | Centrocampista | Baldomero Perlaza | 46' |
| 11 | Centrocampista | Jonathan Gómez    | 55' |
| 20 | Centrocampista | Kevin Salazar     | 55' |

| 6  | Defensa        | Daniel Carriço    | 46' |
| 15 | Centrocampista | Steven N'Zonzi    | 46' |
| 24 | Delantero      | Fernando Llorente | 46' |
| 25 | Delantero      | Mariano Ferreira  | 46' |
| 20 | Centrocampista | Vitolo            | 68' |
| 8  | Centrocampista | Vicente Iborra    | 70' |
| 3  | Defensa        | Diego González    | 88' |

| Anotado | 61' | José Moya | 2-1 |

| Anotado | 20' | Yevhen Konoplayanka | 0-1 |
| Anotado | 21' | Kevin Gameiro       | 0-2 |

| Amonestado | 31' | Yulián Anchico  |
| Amonestado | 36' | José Moya       |
| Amonestado | 62' | Yeison Gordillo |

| Amonestado | 17' | Kevin Gameiro     |
| Amonestado | 60' | Fernando Llorente |
| Amonestado | 68' | David Soria       |
| Amonestado | 87' | Sergio Escudero   |

| Expulsado | 45+2' | Carlos Mario Arboleda |

| Expulsado | 28' | Nico Pareja |

| Árbitro | Vincent Apple-Chiarella |

| Estadísticas       | Ind. Santa Fe | Sevilla |
| ------------------ | ------------- | ------- |
| Tiros              | 7             | 6       |
| Tiros al arco      | 4             | 2       |
| Tiros al palo      | 0             | 0       |
| Faltas             | 24            | 20      |
| Tiros de esquina   | 3             | 1       |
| Posesión del balón | 36%           | 64%     |
| Penales            | 0             | 0       |
| Fueras de juego    | 3             | 2       |

|                   |
| Bandera de España |
| Sevilla 1° título |